# The Nightmare Room
The Nightmare Room (Conocida en España como: La habitación de las pesadillas y en Latinoamérica como las aventuras del suspenso), es una serie americana de Kids' WB!. La serie se basa en Escalofrios, es la saga de los libros de RL Stine, quien también actuó como anfitrión. The Nightmare Room! originalmente se emitió del 31 de agosto de 2001 hasta el 16 de marzo de 2002, en los Estados Unidos. 

## Sinopsis
Las aventuras del Suspenso se basa en los pequeños que tienen miedo a los fantasmas o monstruos y normalmente termina con los comentarios del narrador, cuya palabras finales siempre son "Las Aventuras del Suspenso", y luego una puerta se cierra. En muchos aspectos, se asemeja a la serie La zona del amanecer con los jóvenes, teniendo el papel de los personajes principales como Amanda Bynes, Drake Bell, Brenda Song, Shia LaBeouf , Dylan y Cole Sprouse y Justin Berfield.

## Nominaciones de los premios Awards
| Año  | Award      | Resultado | Categoría                     | Recipiente                                                                                  |
| ---- | ---------- | --------- | ----------------------------- | ------------------------------------------------------------------------------------------- |
| 2002 | Emmy Award | Nominado  | De logros de edición de audio | Michael C. Gutiérrez, James L. Pearson, Tony Torretto, Susan Welsh, and Debby Ruby-Winsberg |